# Halle (tỉnh)
The Bezirk Halle là một tỉnh (Bezirk) của Cộng hòa Dân chủ Đức. Trụ sở và thành phố chính là Halle.

## Lịch sử
Cùng với 13 tỉnh khác, tỉnh Halle được thành lập vào ngày 25 tháng 7 năm 1952, thay thế các bang cũ của Đức. Sau ngày 3 tháng 10 năm 1990, tỉnh bị bãi bỏ trong giai đoạn tái thống nhất nước Đức, trở thành một phần của bang Sachsen-Anhalt.

## Địa lý

### Vị trí
Bezirk Halle giáp với các Bezirke Magdeburg, Potsdam, Cottbus, Leipzig Gera và Erfurt.

### Phân cấp
Bezirk được chia thành 23 kreise: 3 quận (Stadtkreise) và 20 huyện (Landkreise): 
- Quận: Dessau; Halle; Halle-Neustadt.[2]
- Huyện: Artern; Aschersleben; Bernburg; Bitterfeld; Eisleben; Gräfenhainichen; Hettstedt; Hohenmölsen; Köthen; Merseburg; Naumburg; Nebra; Quedlinburg; Querfurt; Roßlau; Saalkreis; Sangerhausen; Weißenfels; Wittenberg; Zeitz.